# فيلامايور دي تريفاينيو
بلدية فيلامايور دي تريفاينيو (بالإسبانية: Villamayor de Treviño)‏, هي إحدى بلديات مقاطعة برغش, التي تقع في منطقة قشتالة وليون, والتي تقع في شمال غرب إسبانيا.
يبلغ عدد سكانها 113 نسمة وفقاً لإحصائية سنة (2002).